# Пий II
Пий II (лат. Pius PP. II, в миру — Энеа Сильвио Бартоломео Пикколомини, итал. Enea Silvio Bartolomeo Piccolomini, лат. Æneas Sylvius Bartholomeus Picolomineus; 18 октября 1405[…], Пьенца, Сиенская республика — 14 августа 1464[…], Анкона, Папская область) — папа римский с 19 августа 1458 года по 14 августа 1464 года. Основоположник Ордена Святой Марии Вифлеемской.
Гуманист эпохи Ренессанса (его часто называют первым Папой — гуманистом), писатель, поэт, публицист и историк.

## Биография

### Ранние годы
Родился в Корсиньяно (ныне Пьенца) близ Сиены, в знатной семье, попавшей в опалу и с 1385 года не принимавшей никакого участия в политической жизни сиенской коммуны. Официальной датой его рождения является 18 октября 1405 года, на самом же деле он родился 24 августа 1405 года. Однако этот день считался исключительно неблагоприятным: Сатурн был в оппозиции к Солнцу, Луне и Венере, а Марс — в оппозиции к Меркурию, что считалось зловещим знаком. По выражению Цицерона, «в этот день духи имели обыкновение подниматься из преисподней». Поэтому Пикколомини изменил свою дату рождения на 18 октября: в этот день на восходе солнца наблюдались два классических счастливых сочетания: пары Венера — Юпитер и Солнце — Сатурн находились под углом в 60 градусов друг к другу, к тому же Меркурий был в астрономическом соединении с Венерой. Документы, свидетельствующие об этом, до сих пор хранятся в Codex Reginensis (Ватикан).
С 1423 года изучал право в Сиенском университете, а с 1429 года изучал во Флоренции древнегреческий у Франческо Филельфо, познакомившись там с Леонардо Бруни, Поджо Браччолини и др. гуманистами. В юности зачитывался произведениями Цицерона, Тита Ливия и, подражая Марциалу и другим римским поэтам, писал эротические стихи. 
С 1430 года выполнял функции секретаря трёх епископов, трёх кардиналов, а с 1440 года — антипапы Феликса V, в качестве легата которого посетил сейм во Франкфурте, где обратил на себя внимание германского императора Фридриха III, из рук которого 27 июля 1442 года принял лавровый венок Первого поэта, поступив на службу в императорскую канцелярию. 
С 1431 года участвовал в качестве аббревиатора в заседаниях Базельского собора (1431—1449), где проявил себя сторонником крайнего концилиаризма. В 1435 году, вместе с кардиналом Никколо Альбергати, совершил путешествие в Ломбардию, Савойю и Бургундию, а затем в одиночку посетил Шотландию.
В 1446 году стал иподиаконом, а 4 марта 1447 года рукоположен был в священники. При его посредстве император Фридрих встал на сторону папы Николая V в борьбе с Базельским собором; за эту услугу 19 апреля 1447 года он был пожалован епископской кафедрой в Триесте. В числе его достижений и решение Венского конкордата объявить постановления Базельского собора недействительными и отобрать у немецкой церкви с трудом достигнутые свободы.
С 1436 по 1440 был пробстом миланской базилики Сан-Лоренцо-Маджоре. В 1445 году, в возрасте 40 лет, принял священнический сан и поступил на службу к папе Евгению IV, который назначил его в 1447 году епископом Триеста, в 1449 году — епископом Сиены, а 18 декабря 1456 года получил сан кардинала-священника с титулом церкви Санта-Сабина. 
В сентябре 1450 года был отправлен Фридрихом III в Неаполь, чтобы договориться с королем Альфонсо Арагонским о браке между представителем рода Габсбургов и его внучкой Элеонорой Португальской. Летом 1451 года направлен был папой Николаем V с миссией в Чехию, где безуспешно попытался подчинить утраквистов римской курии. 
С 26 января 1457 по 1 января 1458 года служил камерленго Священной Коллегии кардиналов, а с 12 августа 1457 по 19 августа 1458 года —  Апостольским администратором епархии Вармии.

### Папство
19 августа 1458 года, после бурного конклава, был избран папой. Своё папское имя Пий II он позаимствовал из Вергилия (Энеида, I, 378): «Sum pius Aeneas» (Я Эней, благочестивый).
Будучи гуманистом, Пий II не только поддерживал развитие культурной жизни при папском дворе, но и оказывал покровительство и поддержку многим учёным-гуманистам, в частности, Николаусу фон Вайлю и Альбрехту фон Бонштеттену. Сам он постоянно интересовался классической литературой, проводя ночи, как сам об этом говорил, за чтением латинских поэтов или за диктовкой собственного дневника. Он оставил после себя единственную известную нам папскую автобиографию, называвшуюся «Комментарии». Её рукопись хранится в Ватиканской библиотеке.
Во времена Пия II расширился римский университет, называвшийся «Сапиенца». Папа всячески поддерживал попытки Антонина Флорентийского найти лекарство от свирепствующей в те годы чумы, благодаря чему в Ватикане была оборудована лаборатория, где последний пытался изготавливать средства борьбы с болезнью и лекарства поддерживающие иммунитет. Свою родную деревню он перестроил в идеальный ренессансный город Пьенца. При дворе Пия II было составлено письмо турецкому султану, призывавшее последнего обратиться в христианство, однако этот текст был скорее риторическим упражнением и не имел отношения к реальной дипломатии. Пий II предпринимал усилия, направленные на организацию большого крестового похода с целью освобождения от турок Константинополя. 19 января 1459 года основал военный Орден Св. Марии Вифлеемской (булла «Veram semper et solidam»). В том же 1459 году, будучи в Мантуе, провозгласил начало Крестового похода против турок, а 12 ноября 1459 года своей буллой утвердил основание нового университета в Базеле.
По сообщению Лео Таксиля, после Мантуанского собора 1459 года папа отправился с карательным походом на Рим, где во время его отсутствия жители провозгласили республику. После капитуляции устроил кровавую расправу, казнив несколько сотен горожан По свидетельствам других источников[каких?], подстрекателями мятежа были влиятельные семьи Савелли, Ангвиллара и Колонна, папа вошёл в охваченный анархией город без боя, а казнены были только четырнадцать заметных деятелей мятежа: кондотьер Джакопо Пиччино, потомственные противники папства братья Тибурцион и Валериано ди Мацо и одиннадцать их сообщников.
После посещения в 1461 году Сиены Пий II канонизировал Св. Екатерину Сиенскую. В том же году он направил послание турецкому султану Мехмеду II Фатиху, в котором уговаривал последнего принять христианство в обмен на официальное признание его наследником византийских императоров. В послании кастильскому наместнику Фуэртевентуры (1462) он сурово осудил рабство туземцев-махореров.
В 1463 году албанский князь Скандербег разорвал по его благословению мир с османами и нанёс им несколько весьма ощутимых поражений. Заручившись поддержкой венгерского короля Матьяша Корвина, бургундского герцога Филиппа Доброго и венецианского дожа Кристофоро Моро, на заседании консистории в сентябре 1463 года Пий II объявил о своём желании лично возглавить объединённый флот Венеции и Рима. Он вознамерился всерьёз взять на себя роль военного вождя христианства, но разногласия между европейскими правителями и противодействие со стороны французского короля Людовика XI свели на нет его амбициозные планы.
14 августа 1464 года папа, всегда отличавшийся слабым здоровьем и с трудом перенёсший долгий путь из Рима в Анкону, где должен был собраться флот крестоносцев, умер, так и не узнав, что призванные им войска не прибыли (по другим данным, именно узнав, что призванные им войска не прибудут, папа скончался от удара). Его гробница находится в базилике Сант-Андреа-делла-Валле.

### Здоровье
Почти не мог ходить из-за обморожения ног. Однако, исполняя в 1435 году дипломатическую миссию в Шотландии, совершил посреди зимы босиком паломничество из Данбара к церкви Пресвятой Девы Марии в Уайткирке.

## Труды
Помимо многочисленных посланий и проповедей, является автором ряда обстоятельных исторических трудов. В частности, в 1439—1440 годах написал «Комментарии к деяниям Базельского собора» (лат. Commentarii de gestis concilii Basiliensis), использовав в качестве источников многие из документов последнего. Между 1440 и 1450 годами составил в подражание античным авторам сборник «О великих людях» (лат. De viris illustribus), включив в него биографии 42 своих выдающихся современников, а в 1453 году написал на основании труда Иордана «Готскую историю» (лат. Historia Gothorum).
В 1453—1458 годах написал латинскую «Историю Австрии» (лат. Historia Austrialis), или «Деяния Фридриха III» (лат. Historia Friderici), в которых использовал немало источников, в частности, хроники Оттона Фрейзингенского, «Декады истории» Флавио Бьондо, а также историко-мифологическую «Хронику 95 правителей Австрии» венского священника и богослова Леопольда Штайнройтера (кон. XIV в.), сообщения которой подверг глубокой критике. Немалое значение для науки сохраняет его обстоятельная латинская «История Богемии» (лат. Historia Bohemica), законченная в 1458 году, в которой он критически осмысливает используемые в качестве источников хроники и официальные документы, скептически оценивая легендарные свидетельства чешских летописцев. Сохранившаяся в 30 рукописях XV века, она впервые напечатана была в 1475 году в Риме, в одном только XVI столетии выдержала 12 латинских переизданий, а также дважды, в 1510 и 1585 годах, вышла в чешском и один раз в испанском переводе.
В одной из глав своего обширного историко-космографического труда «Европа» (лат. Europa, in qua sui temporis uarias historias complectitur, 1458), носящей название «О рутенах, и каким образом у них добиваются верховной власти» (лат. De Ruthenis, et quo modo principatus apud eos soleat assequi), опираясь на сообщения участника Ферраро-Флорентийского собора митрополита Киевского Исидора, привёл ряд сведений не только о церковной и светской политике в русских княжествах, но и о происхождении русского народа, а также торговле и общественных порядках в Великом Новгороде. В 1461 году написал другой историко-космографический труд — «Азия» (лат. Asia), содержащий из-за недостатка источников немало фактологических ошибок.
Перу его также принадлежат обстоятельные «Записки о достопамятных деяниях» (лат. Commentaria rerum memorabilium), написанный в подражание Тациту географический трактат «О местоположении Германии» (лат. De situ… Germaniae), новелла «О двух влюблённых» (лат. De duobus amantibus historia, 1472), комедия «Хрисис» (лат. Chrysis, 1444), поэма «Грёзы об удаче» (лат. Somnium de Fortuna, 1444) и сборник латинских стихотворений.